# Lijst van voetbalinterlands Amerikaanse Maagdeneilanden - Bermuda (vrouwen)
Deze lijst van voetbalinterlands is een overzicht van alle officiële voetbalinterlands tussen de nationale vrouwenteams van de Amerikaanse Maagdeneilanden en Bermuda. De landen hebben tot nu toe één keer tegen elkaar gespeeld.

## Wedstrijden
| № | Plaats   | Datum      | Competitie           | Wedstrijd                             | Uitslag |
| - | -------- | ---------- | -------------------- | ------------------------------------- | ------- |
| 1 | onbekend | 6 mei 2006 | WK 2007 kwalificatie | Amerikaanse Maagdeneilanden − Bermuda | 1 − 4   |

## Samenvatting
| Competitie      | Totaal gespeeld | Winst Amerikaanse Maagdeneilanden | Gelijk | Winst Bermuda | Doelsaldo Amerikaanse Maagdeneilanden – Bermuda |
| --------------- | --------------- | --------------------------------- | ------ | ------------- | ----------------------------------------------- |
| WK kwalificatie | 1               | 0                                 | 0      | 1             | 1 − 4                                           |
| Totaal          | 1               | 0                                 | 0      | 1             | 1 − 4                                           |